# シロッコ (競走馬)
シロッコ (Shirocco) は、ドイツ生まれの競走馬および種牡馬。ドイツダービー馬としては過去最上級の活躍馬である。馬名は父モンズーンより同じ卓越風であるシロッコを連想したもの。

## 競走馬時代

### 3歳時代
2004年にデビュー。ドイツダービー (G1) を制し、次走のバーデン大賞 (G1) こそコロネーションカップ (G1) を2連覇中のウォーサンに屈したものの、予定通り凱旋門賞 (G1) に挑戦するハズだったが当日の馬場状態を考慮して回避。代替参戦したトニービンが勝ったことで有名なイタリアジョッキークラブ大賞 (G1) に参戦し、エレクトロキューショニストをハナ差凌いで勝利。この年を締め括る。

### 古馬時代
翌2005年には、フランスの名門A.ファーブル厩舎に転厩、フォワ賞 (G2) を叩いて前年出られなかった凱旋門賞 (G1) に挑戦するも、その年のアイルランドダービー馬で同厩舎のハリケーンランに屈し、4着に敗退。しかしそこからこの馬の快進撃が始まる。次走は大西洋を越えてアメリカのブリーダーズカップ・ターフに参戦。5番人気と低評価ながら、その年のキングジョージ6世&クイーンエリザベスダイヤモンドステークス (G1) の勝馬で1番人気だったアザムールらを従えて優勝。ドイツ産馬としては史上初めてBCウイナーとなった。
2006年も勢いは止まらず、ジョッキークラブステークス (G2) を手始めにコロネーションカップ (G1) では前年の凱旋門賞で後塵を拝した世界を股にかける女傑ウィジャボードに雪辱。そして前年と同じくフォワ賞 (G2) で王者ハリケーンランと再戦し、叩きあいの末にクビ差で退けた。重賞4連勝と勢いに乗って凱旋門賞に臨むも、最下位の7着（8位入線だったが3位入線していたディープインパクトの失格により、後に繰り上げ）に沈み、このレースを最後に競走馬を引退することになった。

### 競走成績
| 出走日         | 競馬場           | 競走名                 | 格   | 距離     | 着順 | 騎手         | 着差      | 1着（2着）馬       |
| -------------- | ---------------- | ---------------------- | ---- | -------- | ---- | ------------ | --------- | ------------------ |
| 2004年03月27日 | クレーフェルト   | シュヴァネンマルクト賞 |      | 芝2200m  | 2着  | A.スボリッチ | 1 3/4馬身 | Encinas            |
| 2004年05月15日 | ミュールハイム   | ダービートライアル     | 準重 | 芝2200m  | 1着  | A.スボリッチ | 7馬身     | (Armand)           |
| 2004年06月13日 | ケルン           | ウニオンレネン         | G2   | 芝2200m  | 3着  | A.スボリッチ | 3 1/2馬身 | Malinas            |
| 2004年07月04日 | ハンブルク       | ドイチェスダービー     | G1   | 芝2400m  | 1着  | A.スボリッチ | 4馬身     | (Malinas)          |
| 2004年09月05日 | バーデンバーデン | バーデン大賞           | G1   | 芝2400m  | 3着  | A.スボリッチ | 1馬身     | Warrsan            |
| 2004年10月17日 | サンシーロ       | ジョッキークラブ大賞   | G1   | 芝2400m  | 1着  | A.スボリッチ | ハナ      | (Electrocutionist) |
| 2005年09月11日 | ロンシャン       | フォワ賞               | G2   | 芝2400m  | 3着  | C.スミヨン   | 4 1/2馬身 | Pride              |
| 2005年10月02日 | ロンシャン       | 凱旋門賞               | G1   | 芝2400m  | 4着  | S.パスキエ   | 4 1/4馬身 | Hurricane Run      |
| 2005年10月29日 | ベルモントパーク | BCターフ               | G1   | 芝12f    | 1着  | C.スミヨン   | 1 3/4馬身 | (Ace)              |
| 2006年05月07日 | ニューマーケット | ジョッキークラブS      | G2   | 芝12f    | 1着  | C.スミヨン   | 3 1/2馬身 | (Munsef)           |
| 2006年06月02日 | エプソム         | コロネーションC        | G1   | 芝12f10y | 1着  | C.スミヨン   | 1 3/4馬身 | （Ouija Board）    |
| 2006年09月10日 | ロンシャン       | フォワ賞               | G2   | 芝2400m  | 1着  | C.スミヨン   | クビ      | (Hurricane Run)    |
| 2006年10月01日 | ロンシャン       | 凱旋門賞               | G1   | 芝2400m  | 7着  | C.スミヨン   | 11馬身    | Rail Link          |

## 種牡馬時代
2007年からイギリスのダルハムホールスタッドで種牡馬入りしている。初年度の種付け料は10000ポンド。2009年のみキルダンガンスタッドで供用された。長きにわたってG1馬を出せず、一方で障害競走ではG1勝ち馬を出したため、2014年からは障害競走用種牡馬を繋養するグレンビュースタッドに移動した。その後同年に元サッカー選手のマイケル・オーウェンが生産者兼共同オーナーのブラウンパンサーなどがG1を勝っている。

### 主な産駒
- Brown Panther / ブラウンパンサー - アイリッシュセントレジャー
- Calendula / カレンデュラ - マルガリーダ・ポラク・ララ大賞（伯G1）
- Some In Tieme / サムインチエム - リネオ・デ・ポーラ・マシャド大賞（伯G1）
- Windstoss / ヴィントシュトース - ドイチェスダービー、オイロパ賞

## 血統表
| シロッコの血統ブランドフォード系 / アウトブリード | シロッコの血統ブランドフォード系 / アウトブリード | シロッコの血統ブランドフォード系 / アウトブリード | （血統表の出典）   | （血統表の出典）  |
| 父 Monsun 1990 黒鹿毛                             | 父の父Konigsstuhl 1976 黒鹿毛                     | Dschingis Khan                                    | Tamerlane          | Tamerlane         |
| 父 Monsun 1990 黒鹿毛                             | 父の父Konigsstuhl 1976 黒鹿毛                     | Dschingis Khan                                    | Donna Diana        |                   |
| 父 Monsun 1990 黒鹿毛                             | 父の父Konigsstuhl 1976 黒鹿毛                     | Konigskronung                                     | Tiepoletto         | Tiepoletto        |
| 父 Monsun 1990 黒鹿毛                             | 父の父Konigsstuhl 1976 黒鹿毛                     | Konigskronung                                     | Kronung            |                   |
| 父 Monsun 1990 黒鹿毛                             | 父の母Mosella 1985 鹿毛                           | Surumu                                            | Literat            | Literat           |
| 父 Monsun 1990 黒鹿毛                             | 父の母Mosella 1985 鹿毛                           | Surumu                                            | Surama             |                   |
| 父 Monsun 1990 黒鹿毛                             | 父の母Mosella 1985 鹿毛                           | Monasia                                           | Authi              | Authi             |
| 父 Monsun 1990 黒鹿毛                             | 父の母Mosella 1985 鹿毛                           | Monasia                                           | Monacensia         |                   |
| 母 So Sedulous 1991 鹿毛                          | 母の父The Minstrel 1974 栗毛                      | Northern Dancer                                   | Nearctic           | Nearctic          |
| 母 So Sedulous 1991 鹿毛                          | 母の父The Minstrel 1974 栗毛                      | Northern Dancer                                   | Natalma            |                   |
| 母 So Sedulous 1991 鹿毛                          | 母の父The Minstrel 1974 栗毛                      | Fleur                                             | Victoria Park      | Victoria Park     |
| 母 So Sedulous 1991 鹿毛                          | 母の父The Minstrel 1974 栗毛                      | Fleur                                             | Flaming Page       |                   |
| 母 So Sedulous 1991 鹿毛                          | 母の母Sedulous 1986 鹿毛                          | *タップオンウッド Tap on Wood                     | Sallust            | Sallust           |
| 母 So Sedulous 1991 鹿毛                          | 母の母Sedulous 1986 鹿毛                          | *タップオンウッド Tap on Wood                     | Cat o'Mountaine    |                   |
| 母 So Sedulous 1991 鹿毛                          | 母の母Sedulous 1986 鹿毛                          | Pendulina                                         | Prince Tenderfoot  | Prince Tenderfoot |
| 母 So Sedulous 1991 鹿毛                          | 母の母Sedulous 1986 鹿毛                          | Pendulina                                         | Rosemarin F-No.2-e |                   |